# Илиянци (булевард в София)
„Илиянци“ е булевард в район „Сердика“, София.

## Обекти
На бул. „Илиянци“ или в неговия район са разположени следните обекти (от юг на север):
- Централна гара София
- Централни софийски гробища
- Жп гара „Надежда“
- ПГ по железопътен транспорт „Никола Корчев“
- Суходолска река
- Жп гара „Север“
- 62 Детска ясла
- ПГ по вътрешна архитектура и дървообработване